# République socialiste du Monténégro
1945–1992
Entités précédentes :
- Royaume de Yougoslavie (1941)
- Occupation allemande
- Royaume albanais

Entités suivantes :
- République du Monténégro ( RF Yougoslavie)

La république socialiste du Monténégro  (en serbe cyrillique Социјалистичка република Црна Гора, latin Socijalistička republika Crna Gora) était l'ancienne dénomination officielle du Monténégro entre 1963 et 1992 lorsqu'elle appartenait à la république fédérative socialiste de Yougoslavie, dont elle constituait la plus petite et la moins peuplée des républiques socialistes fédérées.